# Leucosticte atrata
Il fanello nero-rosato (Leucosticte atrata Ridgway, 1874) è un uccello passeriforme appartenente alla famiglia dei Fringillidi.

## Etimologia
Il nome scientifico della specie, atrata, deriva dal latino e significa "vestita a lutto", in riferimento alla livrea di questi uccelli.

## Descrizione

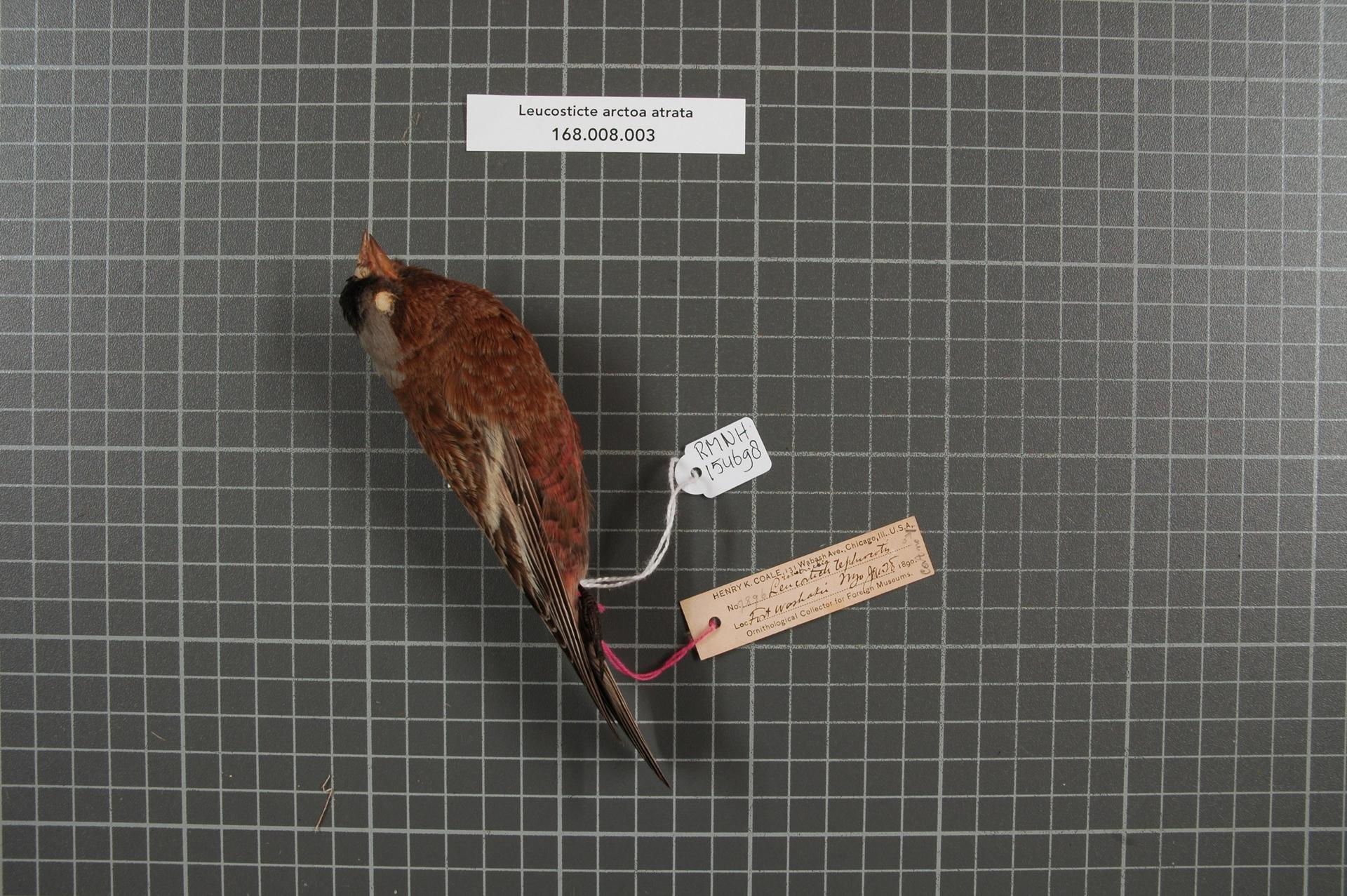
Maschio impagliato.

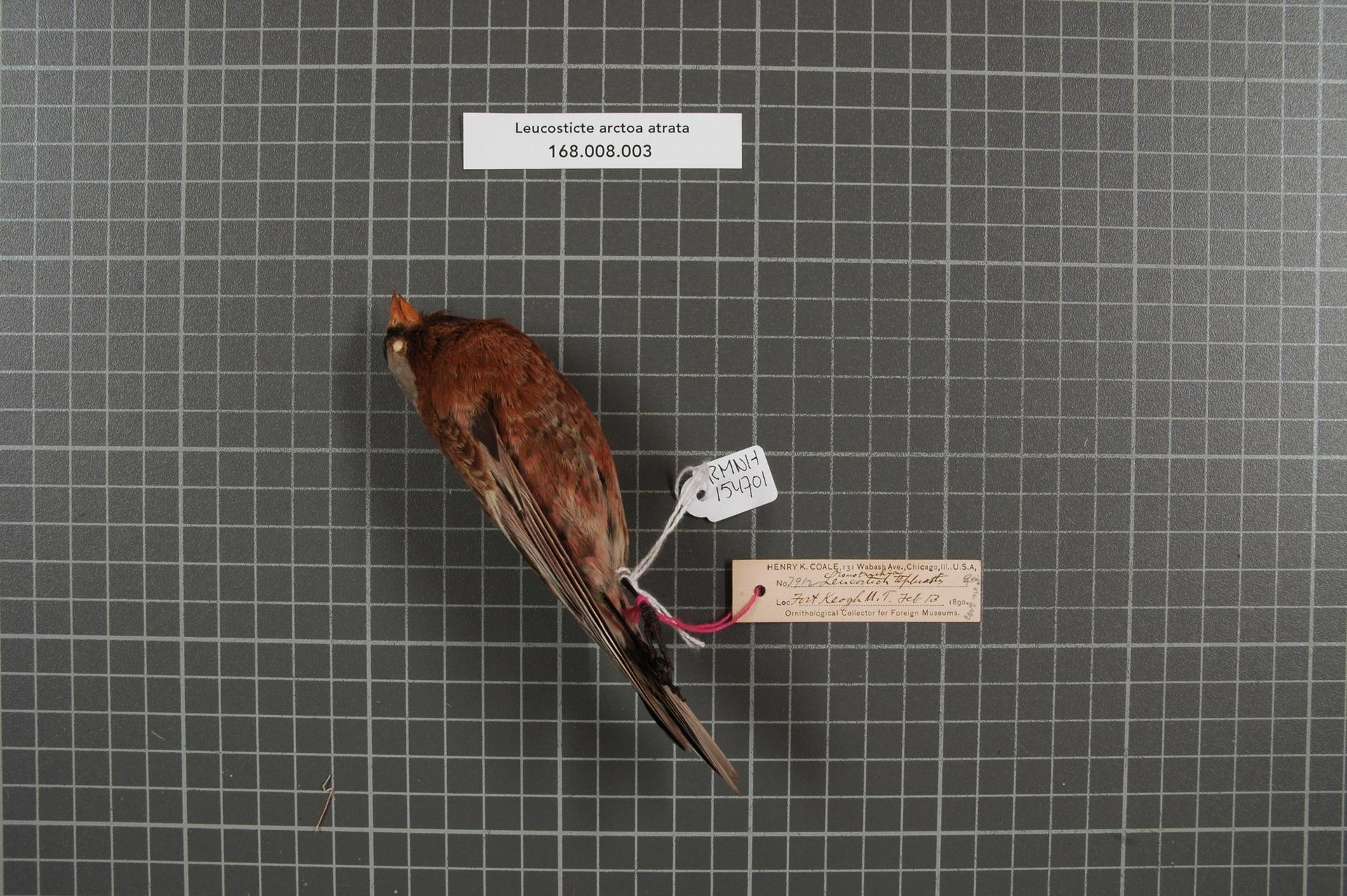
Femmina impagliata.

### Dimensioni
Misura 14-16 cm di lunghezza, per 20,7-32 g di peso.

### Aspetto
Si tratta di uccelletti dall'aspetto robusto ma slanciato, con becco piccolo e conico, ali allungate e lunga coda squadrata dalla punta lievemente forcuta.
Il piumaggio, come intuibile dal nome scientifico, è dominato dalle tonalità scure: fronte, zona fra becco e occhi e gola sono di colore nero, mentre guance, dorso e petto sono bruno nocciola scuro, ali e coda sono anch'esse nere, mentre il ventre è bruno con penne dalle punte rosate (colore questo che frutta il nome comune a questi uccellini), caratteristica questa riscontrabile anche sulle remiganti e le copritrici. Il sottocoda è biancastro, mentre la parte superiore della nuca ed il sopracciglio sono di color grigio cenere. Il dimorfismo sessuale non è molto evidente, con le femmine dalla colorazione meno carica, in special modo per quanto riguarda il bruno pettorale ed il rosa: in ambedue i sessi, zampe e becco sono di colore nerastro, mentre gli occhi sono di colore bruno scuro.

## Biologia

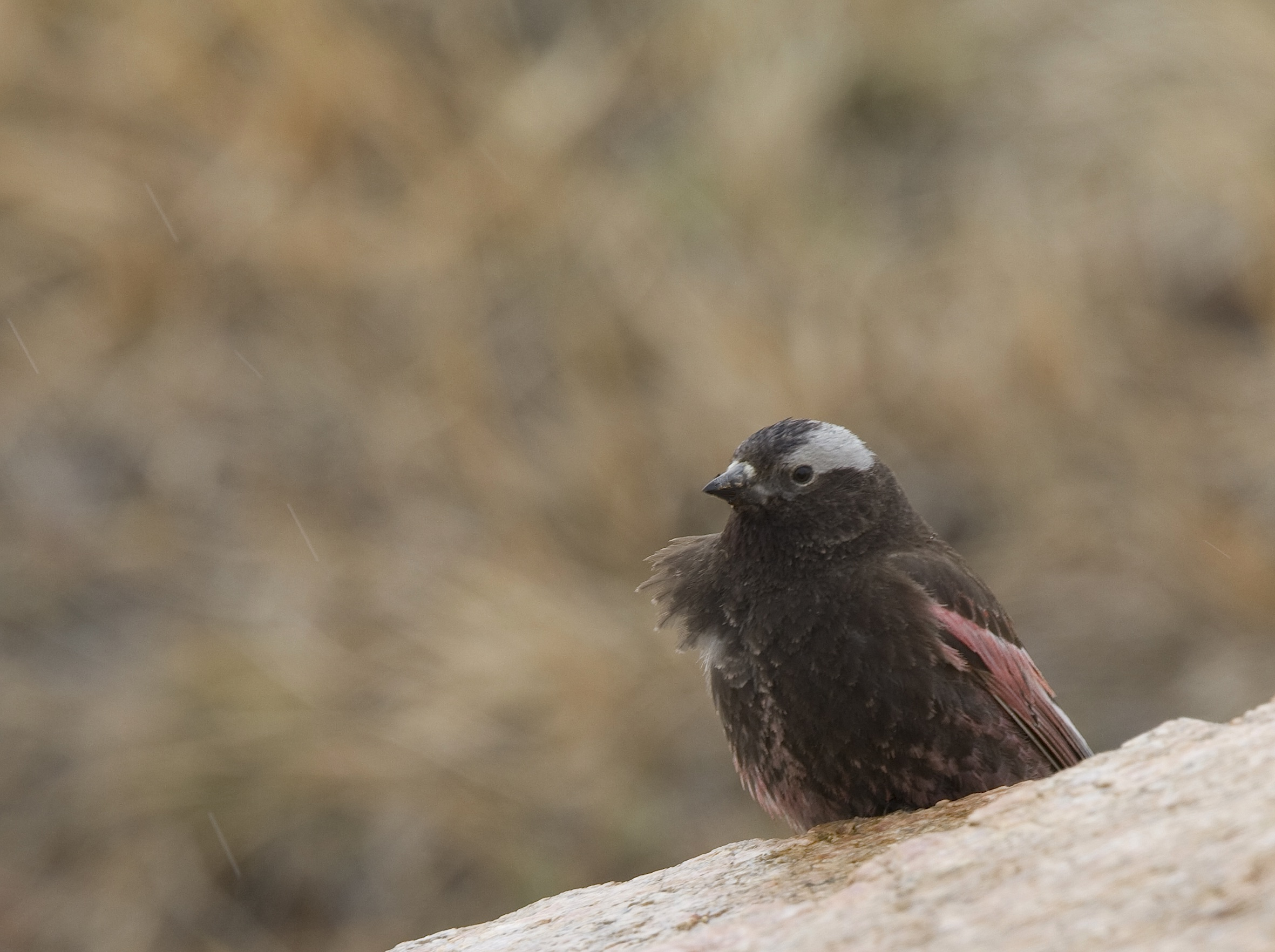
Maschio in natura.

Questi uccelli sono prettamente diurni e gregari, ed all'infuori del periodo degli amori si spostano in stormi anche numericamente consistenti, spesso in associazione con altre specie, come gli affini fanello rosato testagrigia e fanello rosato testabruna, coi quali sono noti anche casi di ibridazione. I vari esemplari si tengono in contatto costante fra loro tramite richiami ronzanti, e passano la maggior parte della giornata al suolo alla ricerca di cibo.

### Alimentazione
La dieta di questi uccelletti è essenzialmente granivora: essi si nutrono perlopiù di semi e granaglie, oltre che di germogli e boccioli reperiti scandagliando le nevi in via di scioglimento e sporadicamente anche di piccoli insetti.

### Riproduzione
La stagione riproduttiva si estende fra giugno e agosto: si tratta di uccelli rigidamente monogami, con i maschi che si dimostrano molto protettivi riguardo alla propria compagna durante il periodo degli amori.
Il nido viene ubicato in aree isolate, come spaccature della roccia, burroni, falesie e miniere abbandonate: esso ha forma a coppa ed è costruito dalla sola femmina, che si serve di steli d'erba e rametti per edificare la struttura esterna e di pelame e piumino per foderare l'interno. I nidi sono solitari o posti a una certa distanza fra loro: ambedue i partner si occupano di scacciare energicamente eventuali intrusi che si azzardassero ad avvicinarsi troppo.

Le uova, in numero di 3-6, vengono covate dalla sola femmina, col maschio che stazione di guardia nei pressi del nido e si occupa di trovare il cibo per sé e la compagna: la cova dura circa due settimane, mentre i pulli (ciechi ed implumi alla schiusa) vengono accuditi da ambedue genitori, che li imbeccano generosamente  con semi ed insetti rigurgitati, per circa tre settimane, al termine delle quali sono pronti per l'involo, sebbene tendano a rimanere ancora per qualche giorno nei pressi del nido prima di disperdersi. Ciascuna coppia porta avanti solitamente una singola covata per ciascuna stagione riproduttiva.

## Distribuzione e habitat

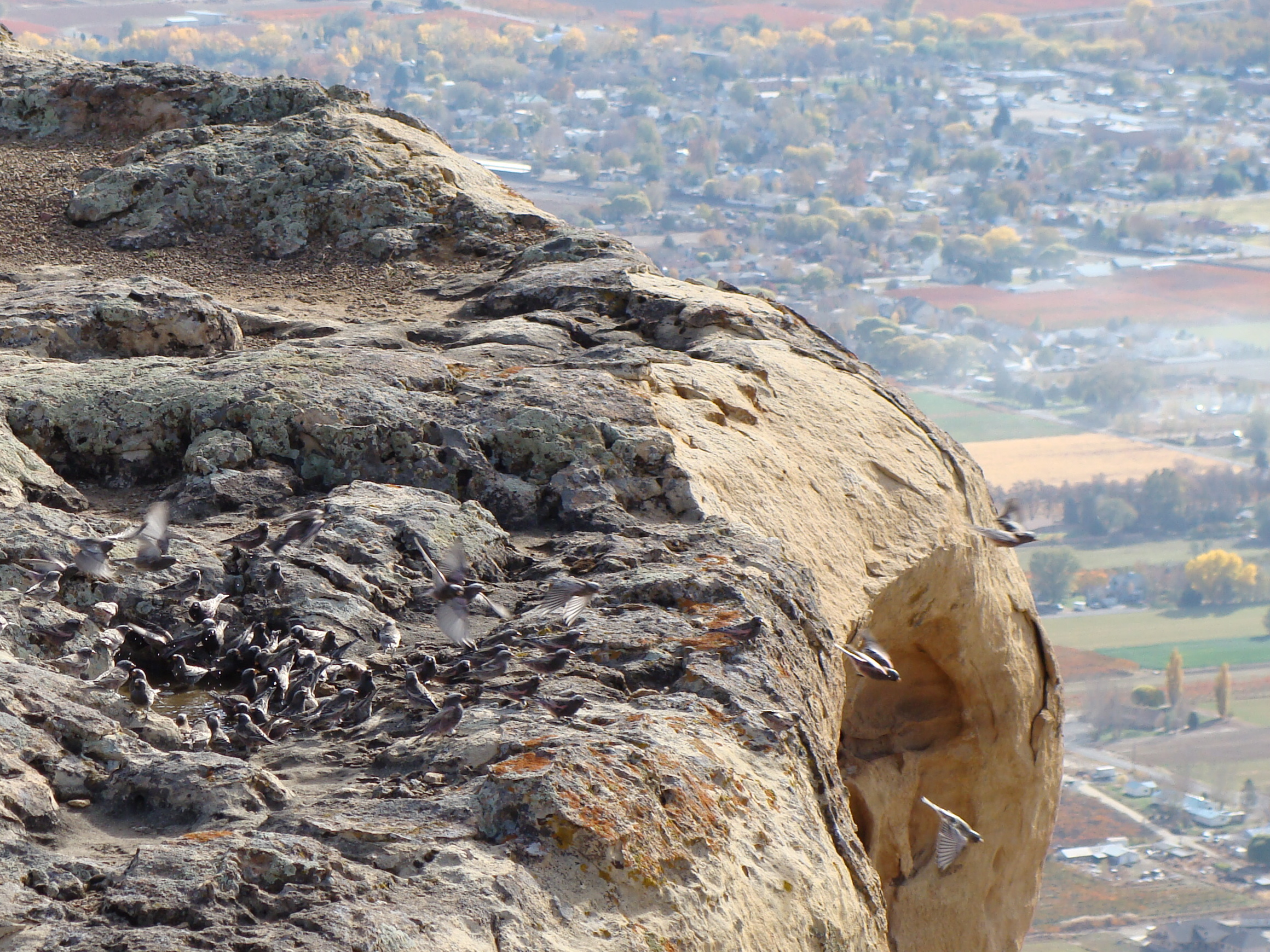
Stormo al bagno in Colorado.

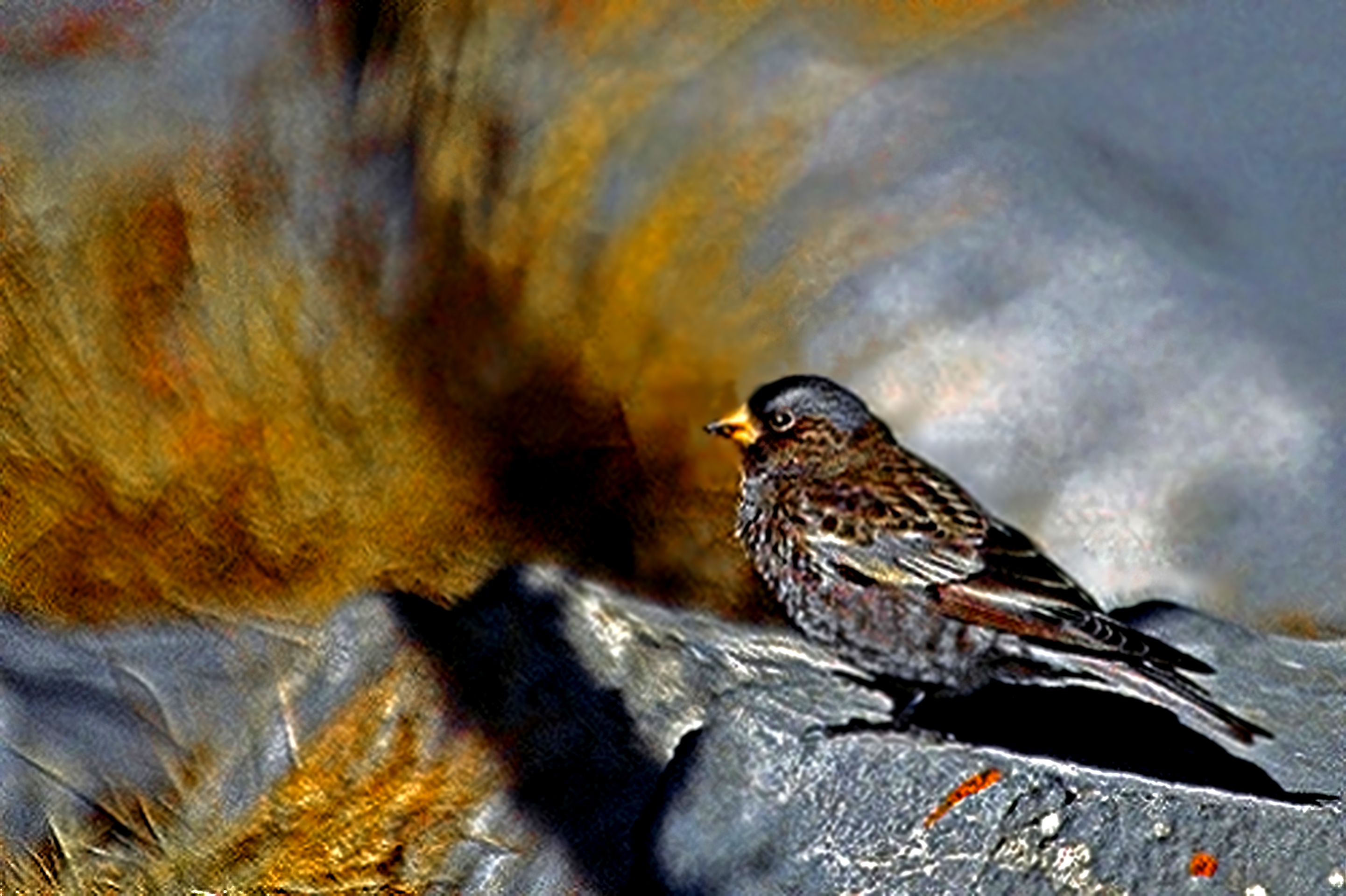
Esemplare nel Nuovo Messico.

Il fanello nero-rosato abita un'area che si estende fra il Gran Bacino e le Montagne Rocciose, attorno al Gran Lago Salato, negli Stati Uniti centro-occidentali. La specie è riproduttrice solo in alcune zone (Montana meridionale, Nevada settentrionale, Wyoming occidentale, Utah settentrionale), mentre all'infuori del periodo riproduttivo si disperde in aree più vaste.
L'habitat di questi uccelli è rappresentato dalle aree rocciose di tundra montana e submontana al di sopra della linea degli alberi, fino al limitare dei ghiacciai e delle aree pesantemente innevate.